# Kutusaari (ö i Könkämäälven)
Kutusaari är en ö i Sverige. Den ligger i Könkämäälven och i Kiruna kommun intill gränsen mellan Sverige och Finland. Öns area är 0,5 hektar och dess största längd är 150 meter i nord-sydlig riktning.